# Oxyopes timorensis
Oxyopes timorensis là một loài nhện trong họ Oxyopidae.
Loài này thuộc chi Oxyopes. Oxyopes timorensis được Ehrenfried Schenkel-Haas miêu tả năm 1944.